# Vòng gọi vốn Series A
Vòng gọi vốn Series A thường là giai đoạn quan trọng trong việc gọi vốn cho các công ty mới. Nhà đầu tư Series A thường mua từ 10% đến 30% công ty. Khoản vốn gọi được trong vòng Series A thường được dùng để tài trợ công ty trong khoảng 6 tháng đến 2 năm, trong quá trình phát triển sản phẩm, tiến hành quảng cáo và xây dựng thương hiệu ban đầu, tuyển dụng nhân viên đầu tiên và thực hiện các hoạt động kinh doanh giai đoạn đầu.

## Mô tả
Tại Hoa Kỳ, Cổ phiếu ưu đãi Series A là đợt cổ phiếu đầu tiên được công ty lập danh mục đầu tư cung cấp cho nhà đầu tư mạo hiểm. Cổ phiếu ưu đãi Series A thường có thể chuyển đổi thành cổ phiếu phổ thông trong một số trường hợp nhất định như khi phát hành công khai lần đầu (IPO) hoặc bán công ty.
Ở Anh, nguồn vốn cổ phần Series A thường sẽ được cấu trúc bằng việc phát hành cổ phiếu ưu đãi, cổ phiếu có thể hoàn lại, cổ phiếu ưu đãi hoàn lại, cổ phiếu phổ thông (có thể được chia thành nhiều loại khác nhau, ví dụ: cổ phiếu A và cổ phiếu B ) hoặc một số kết hợp của chúng.
Vòng Series A là một giai đoạn quan trọng trong việc cấp vốn cho các công ty mới. Các nhà đầu tư Series A thường mua 10% đến 30% cổ phần của công ty. Số vốn huy động được trong Series A thường nhằm cấp vốn cho công ty trong 6 tháng đến 2 năm khi phát triển sản phẩm, thực hiện tiếp thị và xây dựng thương hiệu ban đầu, thuê nhân viên ban đầu và nếu không sẽ thực hiện giai đoạn đầu trong hoạt động kinh doanh.
Tiếp theo là nhiều vòng hơn (Series B, Series C, v.v.).

## Các loại nguồn vốn
Bởi vì không có sàn giao dịch công khai nào niêm yết chứng khoán, các công ty tư nhân gặp gỡ các công ty vốn đầu tư mạo hiểm và các nhà đầu tư cổ phần tư nhân khác theo nhiều cách, bao gồm giới thiệu nồng nhiệt từ các nguồn đáng tin cậy của nhà đầu tư và các mối liên hệ kinh doanh khác; hội nghị nhà đầu tư và ngày giới thiệu nơi các công ty chào hàng trực tiếp với các nhóm nhà đầu tư. Khi huy động vốn cổ phần từ cộng đồng được thiết lập nhiều hơn, các công ty khởi nghiệp ngày càng tăng cường gây quỹ trực tuyến cho Vòng Series A của họ bằng cách sử dụng các nền tảng như Onevest hoặc SeedInvest ở Hoa Kỳ và Seedrs ở Vương quốc Anh. Các vòng kết hợp này bao gồm sự kết hợp của nhà đầu tư thiên thần, nhà đầu tư chiến lược và khách hàng cùng với các nhà đầu tư mạo hiểm ngoại tuyến.

## Cấu trúc
Các khoản đầu tư nhỏ hơn thường không đáng với chi phí pháp lý và tài chính, gánh nặng đối với một công ty trong việc điều chỉnh cấu trúc vốn của mình để phục vụ các nhà đầu tư mới cũng như phân tích và thẩm định đối với các nhà đầu tư tổ chức. Một công ty cần tiền hoạt động nhưng chưa sẵn sàng đầu tư mạo hiểm thường sẽ tìm kiếm vốn từ nhà đầu tư thiên thần. Số tiền lớn hơn thường là không chính đáng do chi phí kinh doanh trong các lĩnh vực như phần mềm, dịch vụ dữ liệu, viễn thông, v.v. Tuy nhiên, thường xuyên có các vòng Series A vượt quá $ 10   triệu đô la trong các lĩnh vực như dược phẩm, chất bán dẫn và phát triển bất động sản.
Tại Hoa Kỳ, cổ phiếu ưu đãi Series A là vòng cổ phiếu đầu tiên được một công ty danh mục đầu tư cung cấp trong giai đoạn hạt giống hoặc giai đoạn đầu cho nhà đầu tư mạo hiểm. Cổ phiếu ưu đãi Series A thường có thể chuyển đổi thành cổ phiếu phổ thông trong một số trường hợp nhất định như phát hành cổ phiếu lần đầu ra công chúng (IPO) hoặc bán công ty.
Vòng Series A trong cộng đồng đầu tư mạo hiểm Hoa Kỳ, đặc biệt là ở Thung lũng Silicon thường được đưa tin rộng rãi trên báo chí kinh doanh, blog, báo cáo ngành và các phương tiện truyền thông khác đưa tin về ngành công nghệ. Các vòng Series A cũng diễn ra trong các ngành phi công nghệ và nhận đầu tư từ ngân hàng đầu tư, các nhà đầu tư doanh nghiệp, các nhà đầu tư thiên thần, các cơ quan nhà nước và những người khác ít được báo chí thông tin hơn các vòng tài trợ của các startup công nghệ. Tất cả đều có chung một khuôn khổ pháp lý và tài chính tương tự nhưng thuật ngữ cụ thể, điều khoản giao dịch và thực tiễn đầu tư khác nhau tùy theo phong tục kinh doanh ở các quốc gia, lĩnh vực kinh doanh, cộng đồng nhà đầu tư và khu vực địa lý khác nhau.
Ở Anh, gọi vốn Vòng Series A thường được cấu trúc bằng cách phát hành cổ phiếu ưu đãi, cổ phiếu có thể hoàn lại, cổ phiếu ưu đãi có thể hoàn lại, cổ phiếu phổ thông (có thể được chia thành nhiều loại khác nhau, ví dụ: cổ phiếu phổ thông A và cổ phiếu phổ thông B) hoặc một tập hợp nhiều loại cổ phiếu khác nhau.